# Partit Comunista de la Unió Soviètica
El Partit Comunista de la Unió Soviètica (PCUS; en rus Коммунистическая партия Советского Союза, КПСС) va ser el nom utilitzat pels successors de la facció bolxevic del Partit Obrer Socialdemòcrata Rus des de 1952 fins a 1991, encara que les paraules Partit Comunista estaven presents en el nom des de 1918, data en la qual va passar a anomenar-se Partit Comunista Rus (bolxevic). En 1925, ja formada la Unió Soviètica, es va convertir en el Partit Comunista de l'URSS (bolxevic). Finalment, el 1952 es va simplificar a Partit Comunista de la Unió Soviètica.
Una vegada que la Tercera Internacional o Komintern es va formar en 1919, l'estructura marxista-leninista del PCUS va ser copiada per altres dels seus membres.
Durant tota la història de la Rússia soviètica i de l'URSS, el Partit Comunista va ser el partit governant i majoritari. En conseqüència, la història del PCUS i la de l'URSS s'entrecreuen i encavalquen. Veure Història de Rússia per a més detalls.

## Història
El partit té les seves arrels al Partit Obrer Socialdemòcrata Rus (РСДРП / RSDRP), fundat el 1898, quan Rússia estava governada per una monarquia absoluta. La ideologia antitsarista va ser el factor impulsor del seu creixement inicial, quan russos de tot l'espectre polític es van reunir al partit, i marxistes, socialistes i centristes formaven les seves files. Malgrat la dura opressió del tsar, incloent l'empresonament i fins i tot l'execució de membres del partit, el RSDLP va continuar creixent clandestinament. Inicialment el partit va funcionar de manera unificada i cohesionada, però cap al 1900 es van començar a mostrar esquerdes a la unitat del partit. Vladimir Lenin, un dels principals marxistes, va participar en debats ferotges amb altres sobre la tàctica i la teoria revolucionàries. Lenin creia que el partit, dirigit per un petit comitè, havia de ser el vehicle que mobilitzés la classe obrera per dur a terme una revolució socialista i expulsar el tsar. Aquests punts de vista radicals eren inicialment impopulars i el van ostracitzar encara més en el RSDLP.
Els opositors de Lenin, que tenien majoria a la direcció del partit li van negar un camí clar cap al poder. Sabent que no tenien capacitat per tirar endavant la seva agenda, Lenin i els seus partidaris van crear un cisma al partit el 1903. La nova facció de Lenin ara anomenada bolxevics, va adoptar la interpretació de Lenin del Marxisme i va mantenir les seves opinions radicals similars. El cisma també va produir la facció més moderada dels menxevics. El 1917, després de l'abdicació del tsar i el fracàs del govern provisional de sortir de la Primera Guerra Mundial, els bolxevics van prendre el poder a la Revolució d'Octubre. Ara funcionant com a govern, els bolxevics van canviar el nom i es van anomenar Partit Comunista l'any següent. Rússia, ara dividida entre els comunistes i els anticomunistes, va lluitar en una sagnant guerra civil que va concloure amb una victòria bolxevic.
La guerra civil també va veure la formació de la Unió Soviètica el 1922 i els comunistes que van fundar la Unió Soviètica es van convertir llavors en l'únic partit legal que romandria durant 74 anys. El 29 d'agost de 1991, un grup de militants del PCUS va intentar un cop d'estat per destituir el llavors secretari general Mikhaïl Gorbatxov després d'haver reduït la presència soviètica al bloc de l'Est. Gairebé tres mesos després de l'intent de cop del 6 de novembre, el partit va ser prohibit i la mateixa Unió Soviètica es va dissoldre el 26 de desembre marcant el final de la Guerra Freda.

## Estructura

### VKP(b)
En 1919 es va crear un Politburó de cinc membres, per a la gestió quotidiana del partit. Els cinc primers membres van ser Lenin, Trotski, Kàmenev, Stalin i Krestinski amb Bukharin, Zinóviev i Mikhaïl Kalinin com membres candidats.

### PCUS
L'òrgan de govern del PCUS era el Congrés del Partit que, al principi, es va reunir de manera anual. Les seves reunions es van fer menys freqüents, en particular amb Stalin. Els Congressos del Partit elegien al Comitè Central que al seu torn elegia en Politburó. Amb Stalin en el poder, el càrrec més important va ser el de Secretari General que era elegit pel Politburó. El 1952 el càrrec de Secretari General es va convertir en Primer Secretari i el Politburó a Presidium abans de tornar als seus antics noms amb Bréjnev el 1966.
En teoria, el poder suprem en el partit corresponia al Congrés del Partit, però a la pràctica, l'estructura del poder es va invertir, i particularment després de la mort de Lenin, el poder suprem estava a les mans del Secretari General.
En nivells més baixos, l'organització jeràrquica del partit estava protagonitzada pels Comitès del Partit o partkoms (партком). Un partkom era dirigit pel secretari del partkom (секретарь парткома). En empreses, institucions, kolkhozs, etc., se'ls denominava "partkoms". En nivells més elevats el nom dels Comités s'abreujava seguint la mateixa lógica: raikoms (райком) al nivell raion, obkoms (обком) per als òblasts (anteriorment gubkoms (губком)), gorkom (горком) al nivell municipal, etc.
La base del partit era l'organització primària del partit (первичная партийная организация) o cèl·lula del partit (партийная ячейка). Es creava sense entitat, allà on hi hagués almenys tres comunistes. L'òrgan de govern d'una cèl·lula era el Buró del partit (партийное бюро, партбюро). Aquest partburó estava encapçalat per un secretari del buró (секретарь партбюро).
A les cèl·lules més petites del partit, els secretaris eren treballadors de la corresponent fàbrica/hospital/escola, etc. Si l'organització del partit era prou gran, estava encapçalada per un secretari exempt (освобожденный секретарь), el salari del qual estava a càrrec del Partit.

### Militància
Als anys trenta, els membres del partit van sofrir purgues, sota la direcció de Stalin. Tota l'Oposició d'esquerres, liderada per Trotski, va ser acusada de dissidència (per haver creat un corrent intern dins del partit, una cosa terminantment prohibida), i alguns membres, acusats de terrorisme. Alguns d'ells van ser condemnats a penes de presó i d'altres van ser executats.
La militància al partit no estava oberta a tots. Per ser membre, la sol·licitud havia de ser aprovada per diversos comitès. S'aconseguia després de superar una sèrie de fases: els nens formaven part del Moviment de Pioners fins als 14 anys, després passaven al Komsomol, i si com adult un mostrava la seva adhesió a la disciplina del Partit o disposava dels contactes adequats, podia arribar a ser membre del Partit Comunista.
El 1933, el partit tenia més de tres milions i mig de membres i candidats a ser-ho, però com a resultat de les purgues la militància va quedar reduïda a uns dos milions el 1939. El 1986, el PCUS tenia més de 19 milions de membres, aproximadament el 10% de la població adulta de l'URSS. Aquesta xifra equivalia als funcionaris, directors de fàbrica, membres del KGB i oficials que controlaven l'aparell de l'Estat soviètic. Aquest grup era conegut com els apparàtxiks.
Després del desmembrament de la Unió Soviètica, la majoria de la militància va abandonar el Partit, que va ser declarat il·legal i desposseït de tots els seus béns. A Rússia, 500.000 militants van formar el Partit Comunista de la Federació Russa, que va haver de ser legalitzat el 1993 i és el principal partit d'oposició del país. Mentrestant, altres partits comunistes que han conservat rellevància i influeix van ser fundats en països com Belarús, Ucraïna o Moldàvia.